# Universidad de Ciencias Aplicadas de Tréveris
La Universidad de Ciencias Aplicadas de Tréveris (en alemán : Hochschule Trier) es una de las mayores universidades de ciencias aplicadas de Renania-Palatinado.
Tiene aproximadamente 6 000 estudiantes, unos 170 profesores y aproximadamente 700 empleados académicos y no académicos. Está repartida en tres campus en Tréveris (Campus principal Schneidershof), Birkenfeld (Campus medioambiental Birkenfeld) e Idar-Oberstein (Piedras Preciosas y Joyería). Es miembro de la Asociación de Universidades Europeas (EUA).

## Una universidad, tres campus

### Campus principal Schneidershof

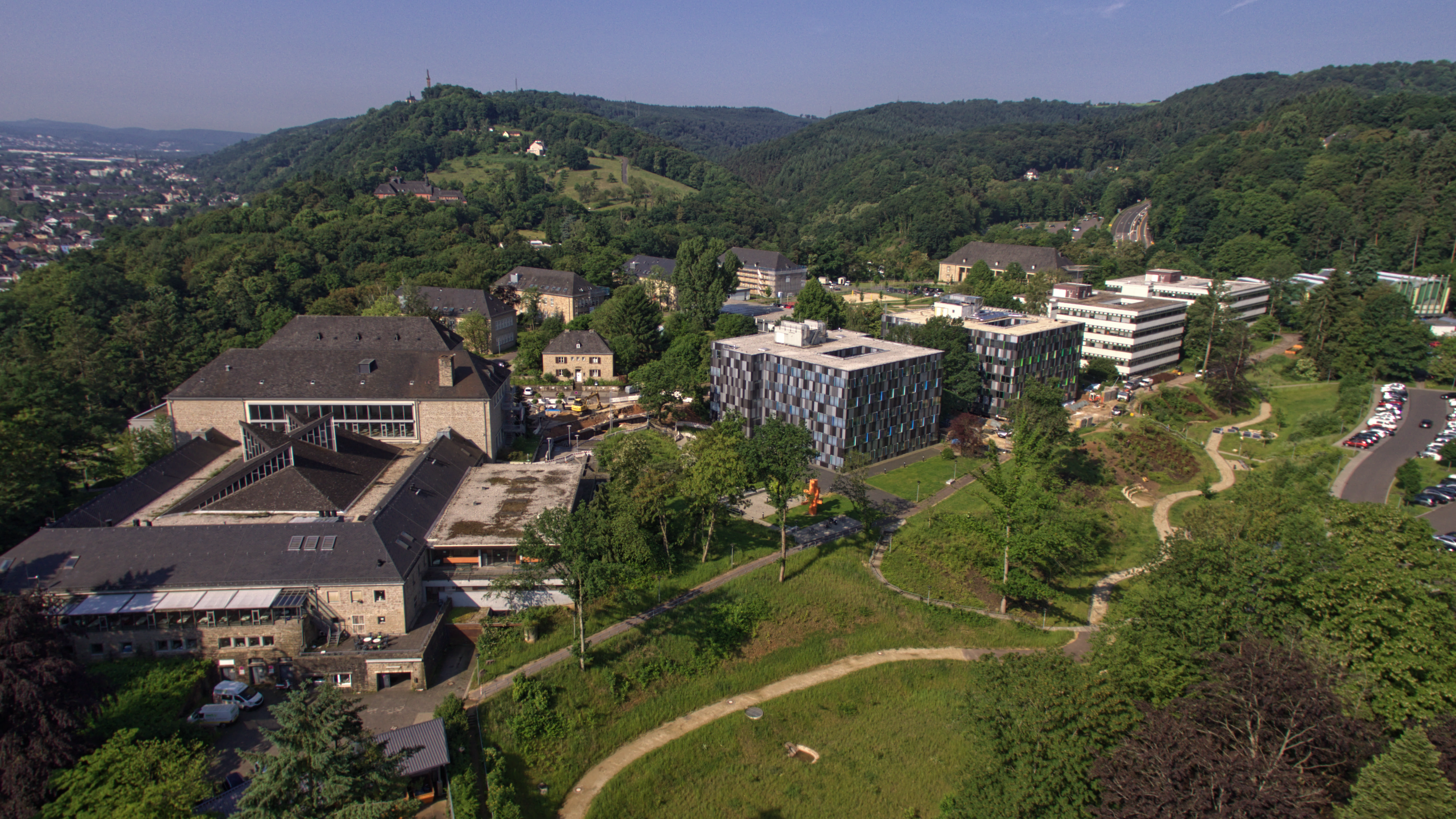
Campus principal Schneidershof desde el noreste

El campus más grande de la Universidad de Ciencias Aplicadas de Trier, el Campus principal Schneidershof, está situado a pocos minutos a pie del centro de la ciudad de Tréveris y de sus monumentos romanos. Schneidershof está situado en una colina en medio del bosque, con vistas al Mosela, al puente Kaiser Wilhelm y al centro de Tréveris. El Campus principal también se encuentra directamente en la ruta de senderismo Moselsteig.

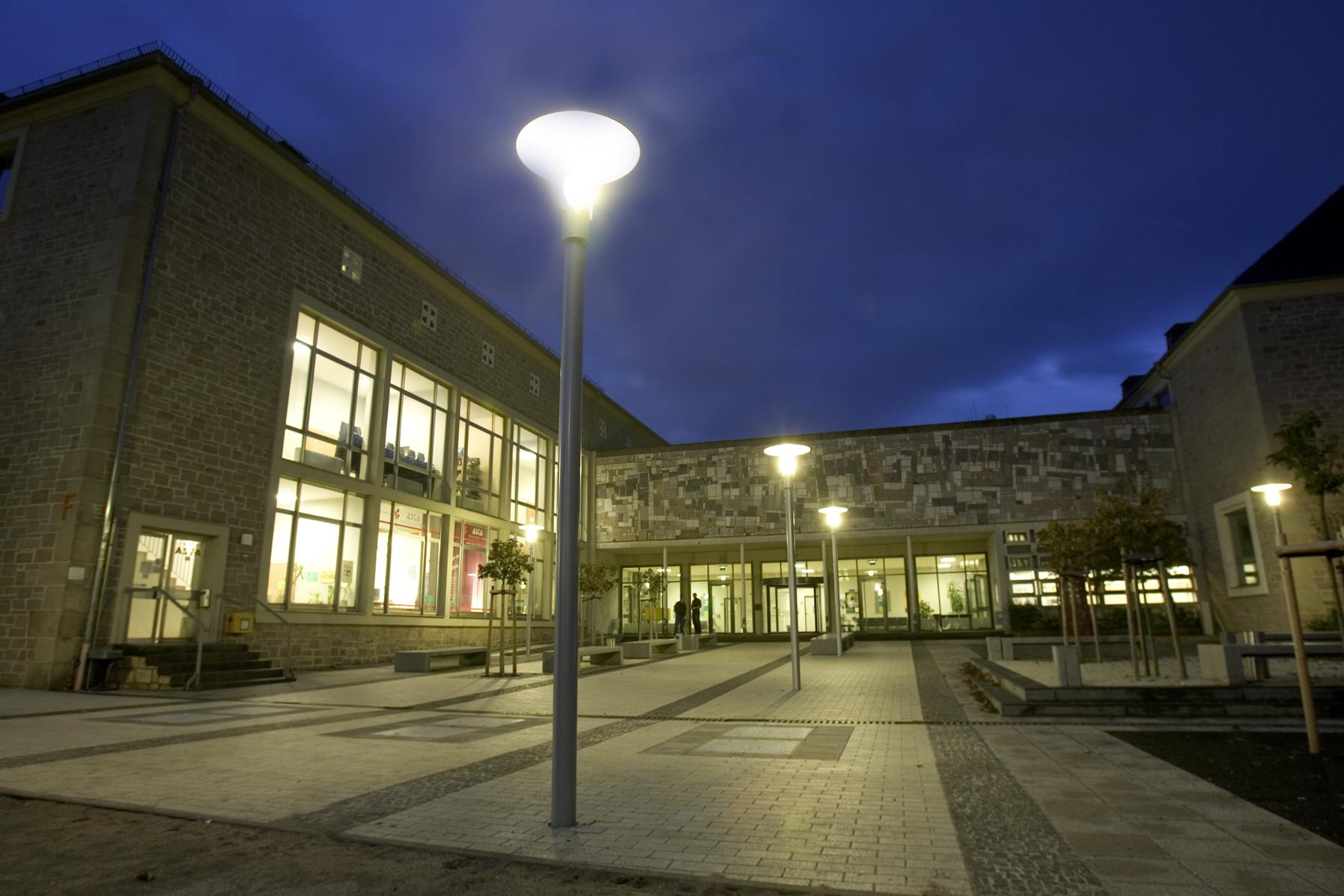
Entrada principal campus principal

La administración de la universidad y los servicios más importantes, como la biblioteca de la universidad, el Career Service, la International Office y el Studentenwerk, se encuentran en los edificios, algunos de los cuales están clasificados como monumentos históricos. Los departamentos de Ingeniería Civil y Abastecimiento + Tecnología de Alimentos, Informática, Ingeniería, Empresariales, así como el de Diseño con el departamento de Arquitectura, se encuentran en el Campus principal y ofrecen 24 estudios de Grado, 14 cursos de Máster y 9 duales.
La Universidad de Ciencias Aplicadas de Tréveris colabora con Studentenwerk Tréveris en el ámbito del alojamiento. El Studierendenwerk Tréveris gestiona cinco residencias de estudiantes con un total de 1.617 habitaciones. El complejo residencial Martinskloster está situado cerca de la Universidad de Ciencias Aplicadas de Tréveris y se puede acceder a él a pie. Los estudiantes y el personal tienen a su disposición un campo de deportes en medio del campus y una cantina. Justo al lado del Campus se encuentra la zona de ocio al aire libre Weißhauswald, con la Villa Weißhaus, un circuito de cuerdas y un parque natural.

### Campus medioambiental de Birkenfeld
El Campus Medioambiental Birkenfeld (UCB) está situado a unos cinco kilómetros al sur de la ciudad de Birkenfeld, en el valle superior del Nahe, en la localidad de Neubrücke, en el municipio de Hoppstädten-Weiersbach . El campus también se encuentra a pocos kilómetros del parque nacional Hunsrück-Hochwald . Gracias a su concepto de cero emisiones, el campus fue nombrado "la ubicación universitaria más sostenible de Alemania" y ocupa el sexto lugar en la comparación mundial de 1.050 instituciones de educación superior de 85 países que participan en el renombrado ranking UI GreenMetric.
Además de un concepto de construcción ecológico, el campus cuenta con un suministro de energía y calor neutro en CO2, así como con una moderna tecnología de edificios y sistemas. Fundado en 1996, es un antiguo hospital de reserva de las fuerzas armadas de los Estados Unidos.
En el campus ambiental, todas las titulaciones abordan el tema del medio ambiente, desde una perspectiva técnica, económica, jurídica o social. Dos departamentos, Planificación Ambiental/Tecnología Ambiental y Economía Ambiental/Derecho Ambiental, ofrecen 16 cursos de licenciatura y 14 cursos de máster, así como 8 estudios duales.
Los estudiantes tienen a su disposición más de 600 plazas de residencia directamente en el recinto del Campus Medioambiental de Birkenfeld, así como varios campos de deporte y una cantina.

### Campus de Artes y Diseño
El campus de artes y diseño está ubicado en dos sitios. : los edificios Irminenfreihof y Paulusplatz en el corazón de Trier, donde se estudian las disciplinas de arquitectura, diseño intermedio, arquitectura de interiores, diseño de moda y diseño de comunicación, y la ubicación del departamento de Piedras Preciosas y Joyería en la famosa ciudad de las piedras preciosas de Idar-Oberstein.
En el centro de la ciudad de Tréveris, el campus de arte y diseño está ubicado en dos edificios antiguos : el edificio del antiguo monasterio dominicano de Santa Catalina en Irminenfreihof, construido en el siglo XVIII por el maestro de obras Johannes Seiz, y el edificio de la antigua escuela de oficios y artes aplicadas en Paulusplatz, inaugurada en 1912 por el arquitecto de la ciudad, Balduin Chelín.
El Campus de Arte y Diseño ofrece un total de 6 programas de licenciatura y 6 programas de máster: un programa de licenciatura y un programa de máster por área temática.

## Perfil docente e investigador
Según las estadísticas de financiación por terceros de la Universidad de Ciencias Aplicadas de Tréveris, los profesores y el personal de la Universidad de Ciencias Aplicadas de Tréveris recaudaron alrededor de 16,7 millones de euros en financiación por terceros en 2022. La Universidad de Ciencias Aplicadas de Tréveris es, por tanto, la universidad de Ciencias Aplicadas de Renania-Palatinado que recibe mayor financiación por terceros.
Alrededor de 170 profesores investigan y enseñan en la Universidad de Ciencias Aplicadas de Tréveris en tres áreas principales de investigación : desarrollo sostenible, digitalización y salud.

### Estudios de doctorado
La Universidad de Ciencias Aplicadas de Tréveris contaba con unos 80 doctorandos en 2022.
El doctorado es posible en las siete facultades en el marco de una cooperación con una universidad u otra institución alemana o extranjera autorizada para conceder doctorados. Los doctorandos se integran en programas de investigación financiados por el Estado de Renania-Palatinado o realizan el doctorado en cooperación a través de proyectos financiados por terceros, como ayudantes de investigación en la Universidad de Ciencias Aplicadas de Tréveris, con ayuda de becas o como doctorandos externos.
El programa federal "FH-Personal" financia actualmente el desarrollo de un programa de doctorado interuniversitario denominado "Tecnologías inteligentes para el desarrollo sostenible" como parte del proyecto de infraestructura "House of professors" (duración 202l-2027), que prevé un total de once nuevos puestos de doctorado y apoya a los doctorados actuales en el programa de posgrado. Ello incluye talleres periódicos sobre competencias, opciones constantes de creación de redes, una tutoría programa y asesoramiento doctoral.
En la Conferencia de Rectores de Universidades celebrada en Tréveris el 8 de mayo de 2023. La Ministra Presidenta, Malu Dreyer, anunció la introducción del derecho independiente a conceder doctorados para las universidades de ciencias aplicadas con gran capacidad de investigación en Renania-Palatinado para finales de la presente legislatura. Se espera que la Ley de Educación Superior de Renania-Palatinado se modifique en consecuencia en 2025.

### Temas del perfil

#### Desarrollo sostenible
Los investigadores del área de investigación de Sostenibilidad o Gestión Aplicada del Flujo de Materiales recaudaron alrededor de 5.5 millones de euros en financiación de terceros en 2022.
El Instituto de Gestión Aplicada del Flujo de Materiales (IfaS) constituye principalmente el foco de investigación Gestión Aplicada del Flujo de Materiales. En una comparación a escala alemana, el IfaS es uno de los institutos con mayor financiación de terceros en las universidades de ciencias aplicadas. Está situado en el Campus Medioambiental de Birkenfeld, donde más de empleados del instituto trabajan actualmente en la gestión inteligente y eficiente de los flujos de materiales y energía.

#### Digitalización
En 2022, los investigadores de Digitalización o Tecnologías Inteligentes para el Desarrollo Sostenible de investigación recaudó unos 3,8 millones de euros en financiación de terceros.
Los científicos que trabajan en el área de investigación Tecnologías Inteligentes para el Desarrollo Sostenible desarrollan tecnologías y procesos eficientes en el uso de los recursos para la sociedad y la industria del futuro, a menudo en alianzas interdisciplinarias. El foco se divide en cuatro campos de investigación:
- Sistemas de Información para el Desarrollo Sostenible (ISNE)
- Sistemas de eficiencia energética
- Procesos de producción respetuosos con el medio ambiente (UVP) y
- Conceptos para la movilidad futura (MOZ).

Actualmente, 15 profesores del Campus Principal y del Campus Medioambiental de Birkenfeld trabajan en la investigación y el desarrollo de tecnologías inteligentes en estos cuatro campos.

#### Salud
Los investigadores del área de investigación de Ciencias de la Salud o de la Vida (tecnología médica, biológica y farmacéutica) recaudaron alrededor de 1,8 millones de euros en financiación de terceros en 2022.
El tercer foco de investigación, Ciencias de la Vida, está representado por investigadores que trabajan en soluciones innovadoras para
- tecnología médica
- tecnología farmacéutica y
- biotecnología.

Su trabajo suele caracterizarse por un alto grado de interdisciplinariedad. La constante integración de las tecnologías más avanzadas crea nuevos campos interdisciplinarios de investigación y desarrollo en este ámbito.

## Internacionalización
Como parte de su estrategia quinquenal de internacionalización para el período 2022-2026, la Universidad de Ciencias Aplicadas de Tréveris ha desarrollado objetivos estratégicos para reforzar su presencia global. Estos objetivos incluyen áreas como el estudio y la enseñanza, la investigación y la transferencia, así como el anclaje institucional.
La Universidad de Ciencias Aplicadas de Tréveris cuenta con sólidas redes internacionales de investigación y enseñanza. Gracias a su céntrica ubicación en el corazón de Europa, junto a Luxemburgo, Francia y Bélgica, ofrece condiciones óptimas para la cooperación transfronteriza. Con un alumnado diverso procedente de más de 100 países y una proporción de casi el 25% de estudiantes internacionales, la universidad configura activamente el entorno universitario intercultural. También mantiene más de 120 colaboraciones internacionales de investigación y docencia en todo el mundo (a partir de 2024).

## Departamentos
La Universidad de Ciencias Aplicadas de Tréveris está dividida organizativamente en siete departamentos. Los departamentos de Ingeniería Civil y de Abastecimiento + Tecnología Alimentaria, Informática, Ingeniería y Empresa se encuentran en el Campus Principal de Tréveris. Otros dos departamentos se encuentran en el Campus environmental de Birkenfeld: Empresa Medioambiental/Derecho Medioambiental y Planificación Medioambiental/Tecnología Medioambiental. El Departamento de Arte y Diseño está representado tanto en Tréveris como en Idar-Oberstein. En detalle, estos son los departamentos:

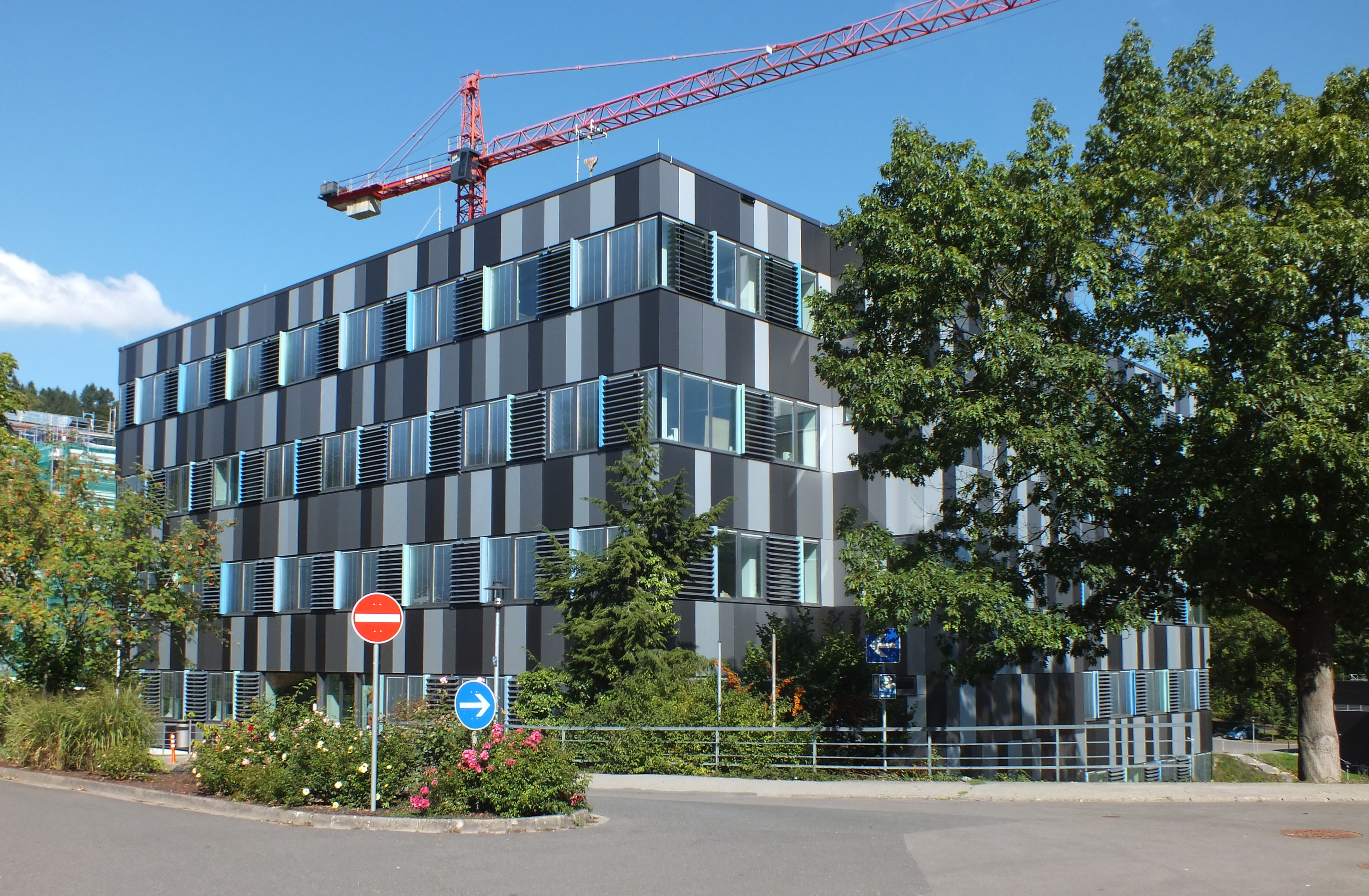
Edificio D - Departamento de Ingeniería Civil y de Abastecimiento + Tecnología Alimentaria

### Departamento de Ingeniería Civil y de Abastecimiento + Tecnología Alimentaria
El Departamento de Ingeniería de Ciuif y Abastecimiento + Tecnología Alimentaria está compuesto por las áreas temáticas de Ingeniería Civil, Servicios Técnicos de la Edificación y Tecnología Alimentaria.
Programas de licenciatura
- Ingeniería Civil (B.Eng.)
- Ingeniería Civil dual (B.Eng.)
- Tecnología Energética - Sistemas de Energía Renovable y Eficiente (B.Eng.)
- Tecnología alimentaria (B.Eng.)
- Ingeniería Técnica de Equipamiento y Abastecimiento de Edificios (B.Eng.)

Programas de máster
- Ingeniería Civil (M.Eng.)
- Gestión de la energía (M.Eng.)

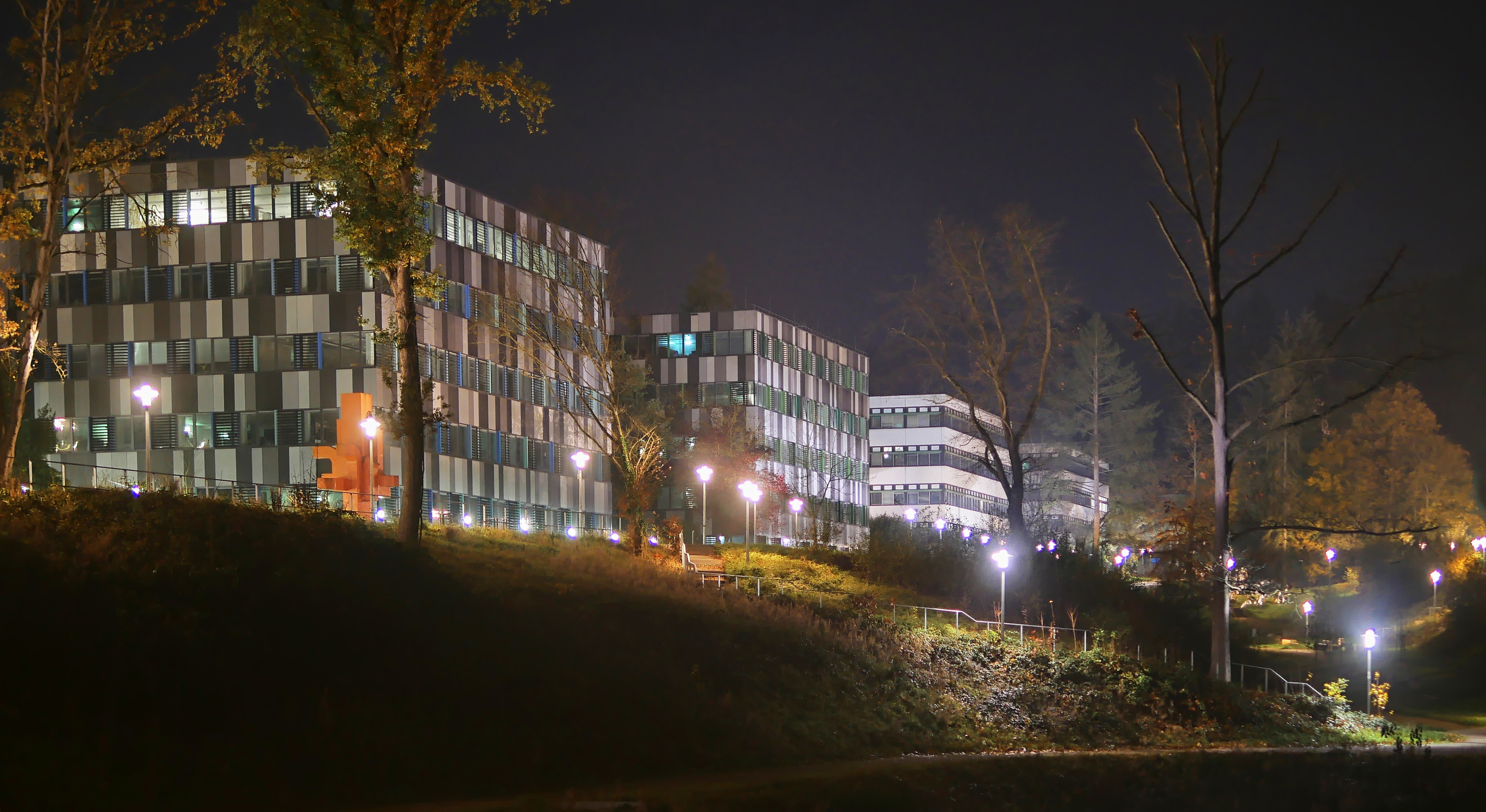
A la izquierda, edificios D y C ya renovados en 2017; a la derecha, edificios B y A en su estado original

- Ingeniería Interdisciplinaria (M.Sc.)
- Tecnología alimentaria (M.Eng.)
- Tecnología y explotación de redes (M.Eng.)

### Departamento de Arte y Diseño

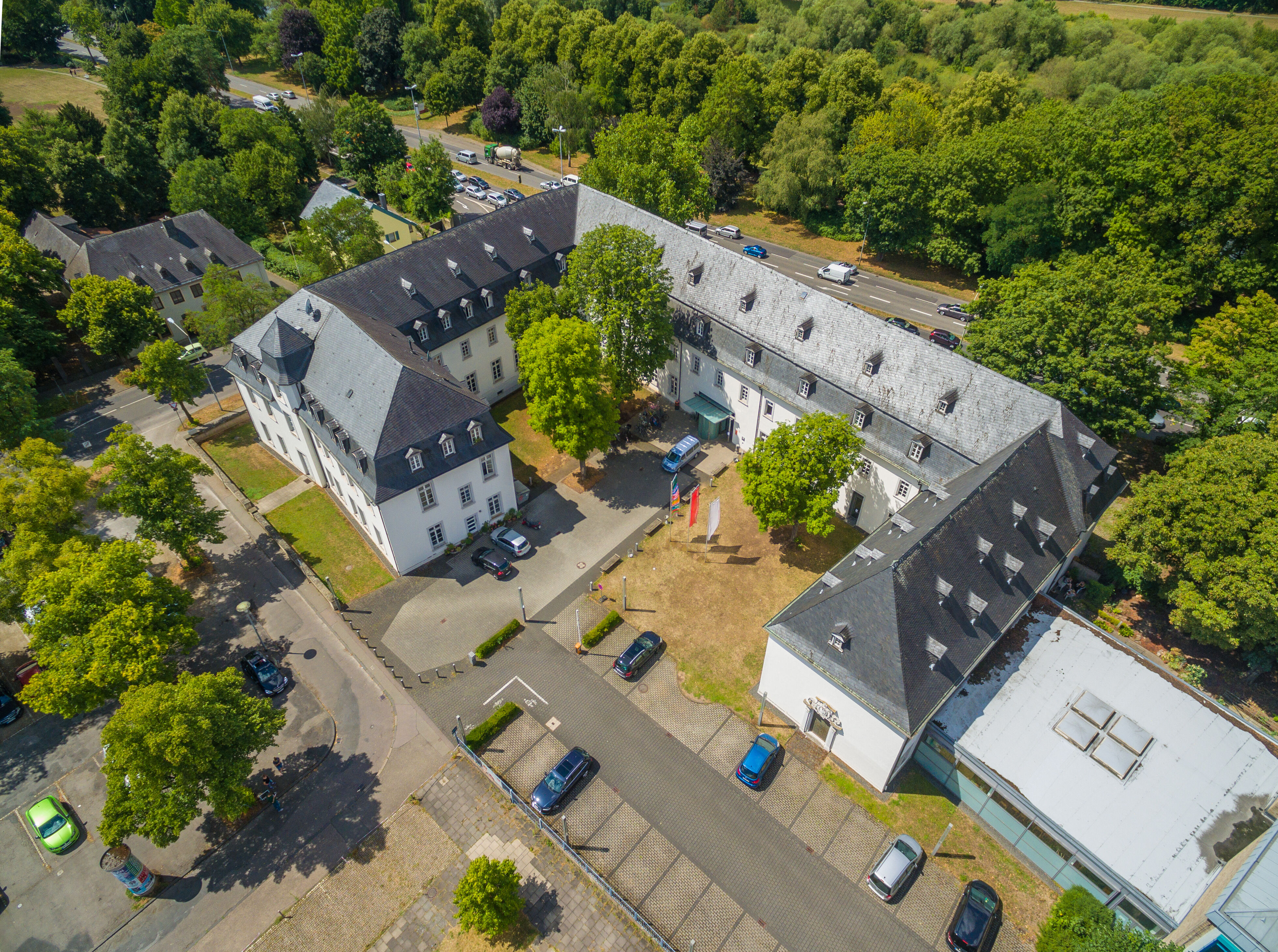
Departamento de Arte y Diseño - Irminenfreihof

El Departamento de Arte y Diseño está compuesto por las asignaturas de Arquitectura, Diseño de Interiores, Diseño Intermedia, Diseño de Moda, Diseño de Comunicación (en la sede de Tréveris) y Piedras Preciosas y Joyería (en la sede de Idar-Oberstein).
Programas de licenciatura
- Arquitectura (B.A.)

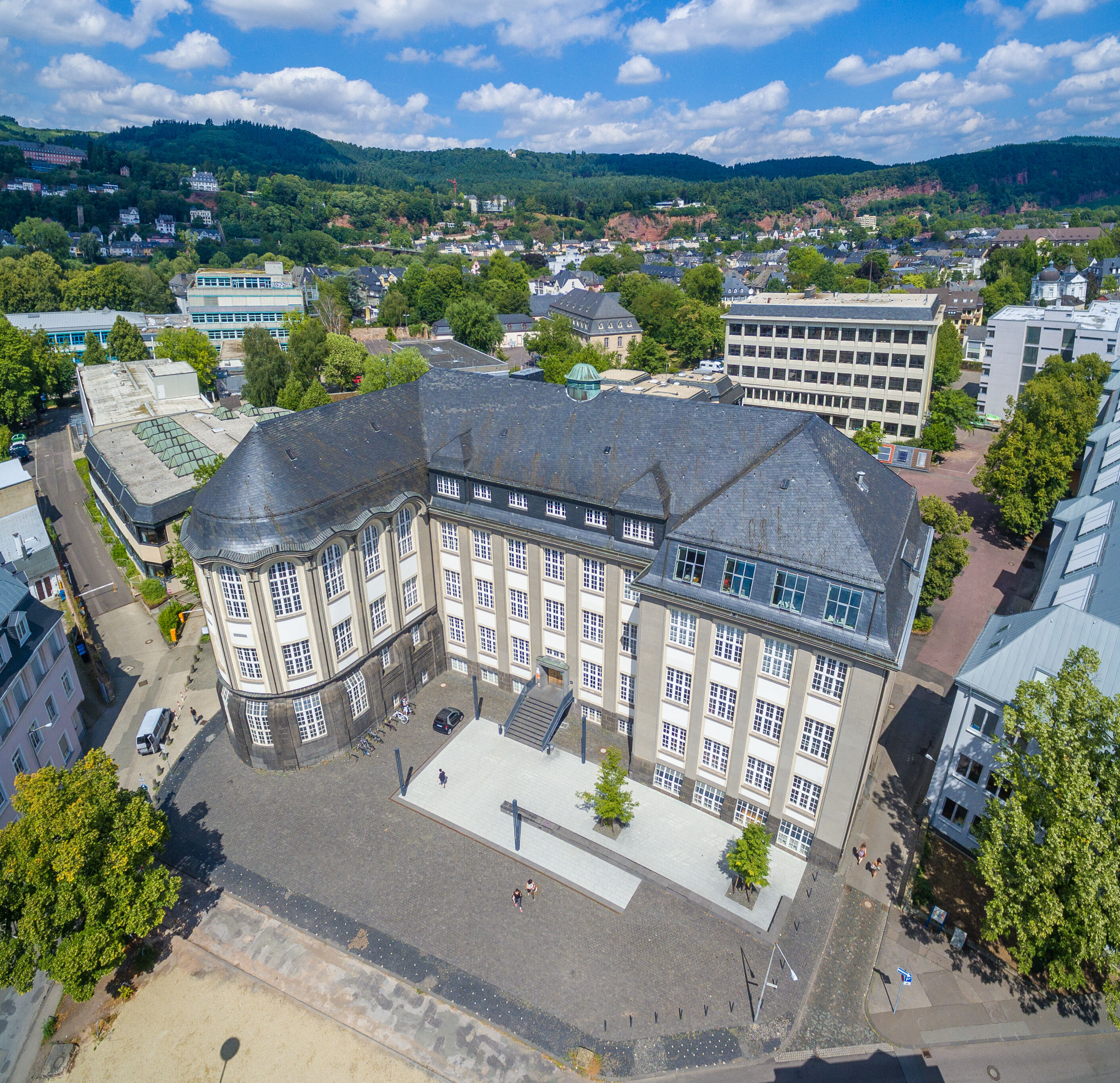
Departamento de Arte y Diseño - Paulusplatz

- Piedras preciosas y joyería (B.F.A.)
- Diseño de Interiores (B.A.)
- Diseño Intermedia (B.A.)
- Diseño de la Comunicación (B.A.)
- Diseño de Moda (B.A.)

Programas de máster
- Arquitectura (M.A.)
- Piedras preciosas y joyería (M.F.A.)
- Diseño de Interiores (M.A.)
- Diseño Intermedia (M.A.)
- Diseño de la Comunicación (M.A.)
- Diseño de Moda (M.A.)

### Departamento de Informática
El Departamento de Informática está compuesto por las áreas temáticas de los departamentos de Informática y Terapéutica.
Programas de licenciatura
- Informática (B.Sc.)

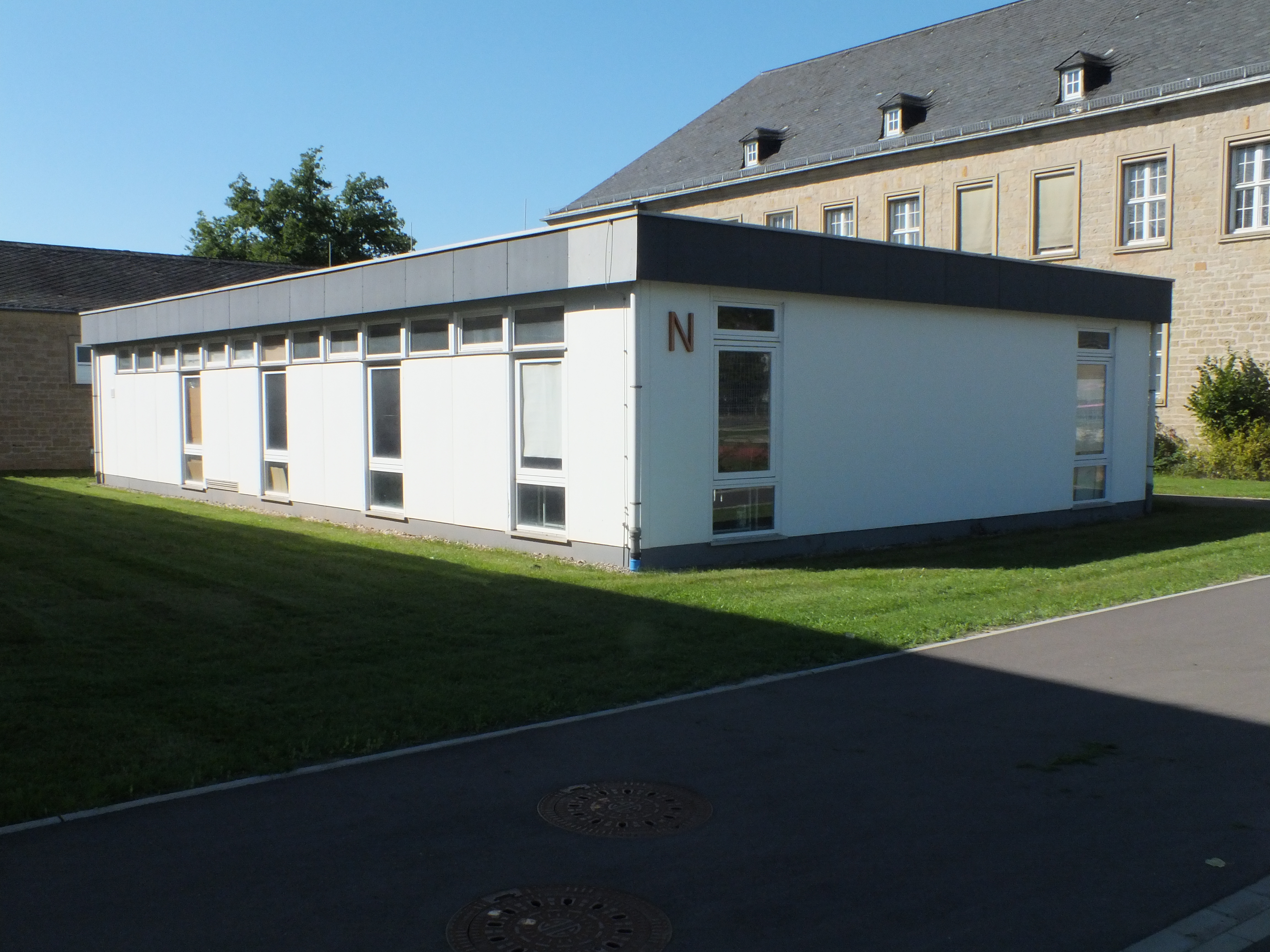
Edificios N y O - Departamento de Informática

- Informática - Medios Digitales y Juegos (B.Sc.)
- Informática - Sistemas Seguros y Móviles (B.Sc.)
- Informática médica (B.Sc.)
- Terapia Ocupacional (B.Sc.)
- Terapia Ocupacional dual (B.Sc.)
- Logopedia (B.Sc.)
- Logopedia dual (B.Sc.)
- Fisioterapia - Tecnología y Terapia (B.Sc.)
- Fisioterapia - Tecnología y Terapia dual (B.Sc.)

Programas de máster
- Informática (M.Sc.)
- Inteligencia Artificial y Ciencia de Datos (M.Sc.)
- Sistemas de Información Empresarial - Gestión de la Información (M.Sc.) en cooperación con el Departamento de Empresa
- Informática (Máster en Informática (M.C.Sc.), enseñanza a distancia)

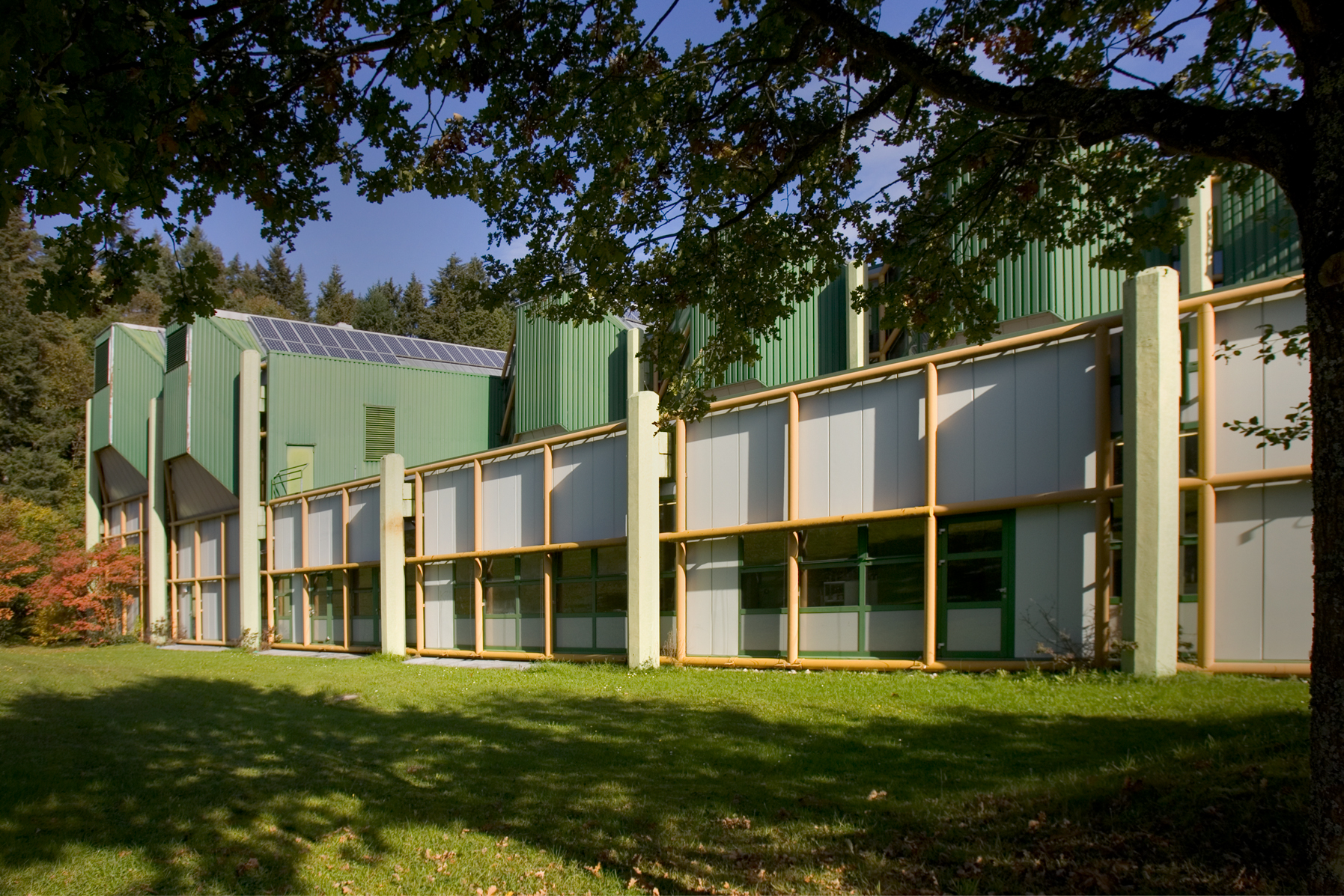
Sala de máquinas - Departamento de Ingeniería

### Departamento de Ingeniería
El Departamento de Ingeniería está compuesto por las áreas de Ingeniería Mecánica e Ingeniería Eléctrica.
Programas de licenciatura
- Ingeniería Eléctrica (B.Eng.)
- Ingeniería Eléctrica dual (B.Eng.)
- Electromovilidad (B.Eng.)
- Ingeniería de Automoción (B.Eng.)
- Internet de los objetos - Automatización digital (B.Eng.)
- Ingeniería Mecánica (B.Eng.)
- Ingeniería mecánica dual (B.Eng.)
- Ingeniería Médica (B.Sc.)
- Ingeniería de seguridad (B.Eng.)
- Tecnología del Deporte y la Rehabilitación (B.Eng.)
- Ingeniería y Gestión Eléctrica Industrial (B.Sc.) en cooperación con el Departamento de Empresa
- Ingeniería Industrial (B.Eng.)

Programas de máster

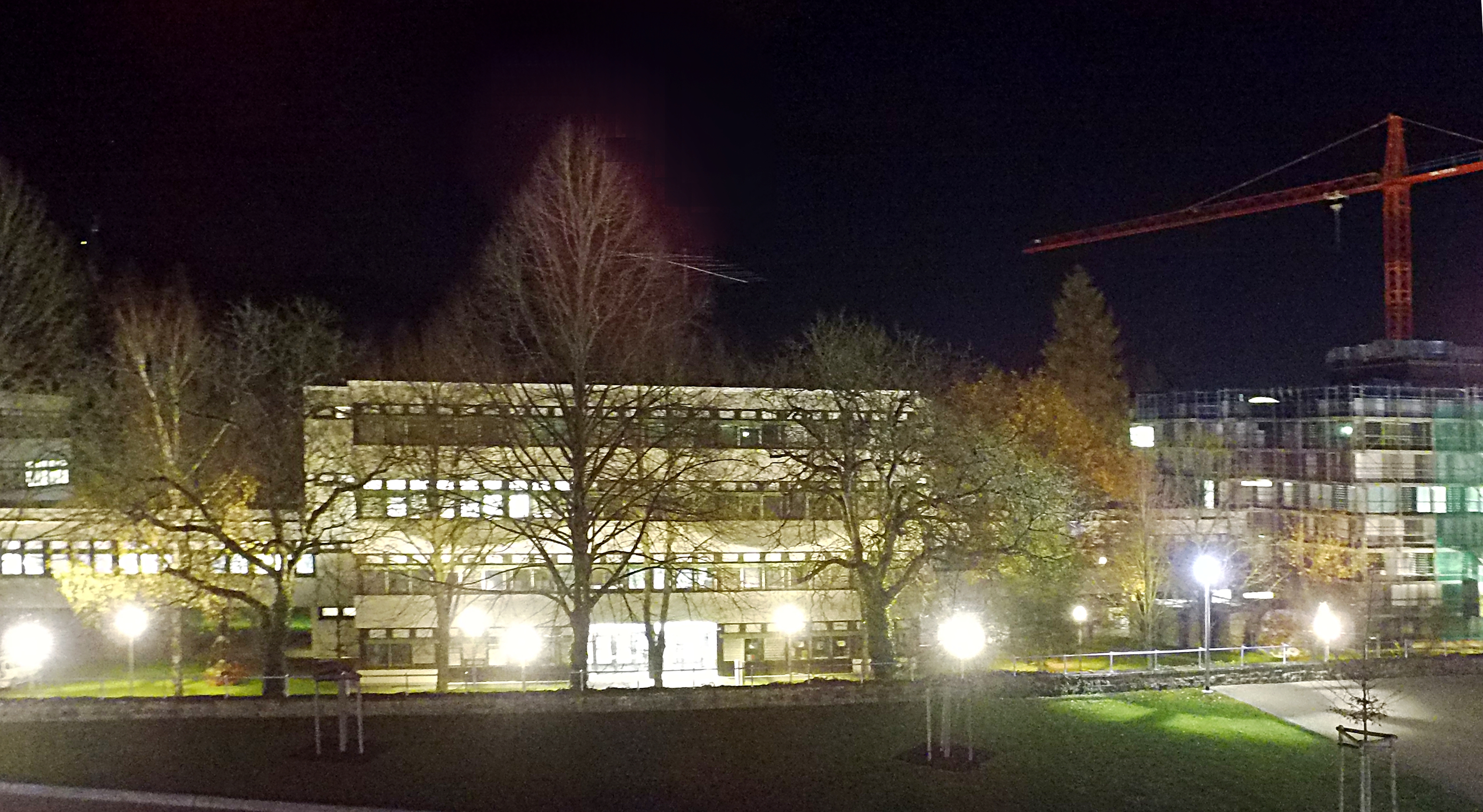
Edificios B (centro) y C (derecha), diciembre de 2015.

- Ingeniería Eléctrica (M.Sc.) con las especialidades: Automatización y Energía, Tecnología de la Información y Electrónica, Tecnología Médica
- Ingeniería Interdisciplinaria (M.Sc.)
- Ingeniería Mecánica (M.Eng.) con las especialidades: Ingeniería Mecánica General e Ingeniería de Automoción
- Ingeniería Industrial (M.Eng.)

### Departamento de Empresa

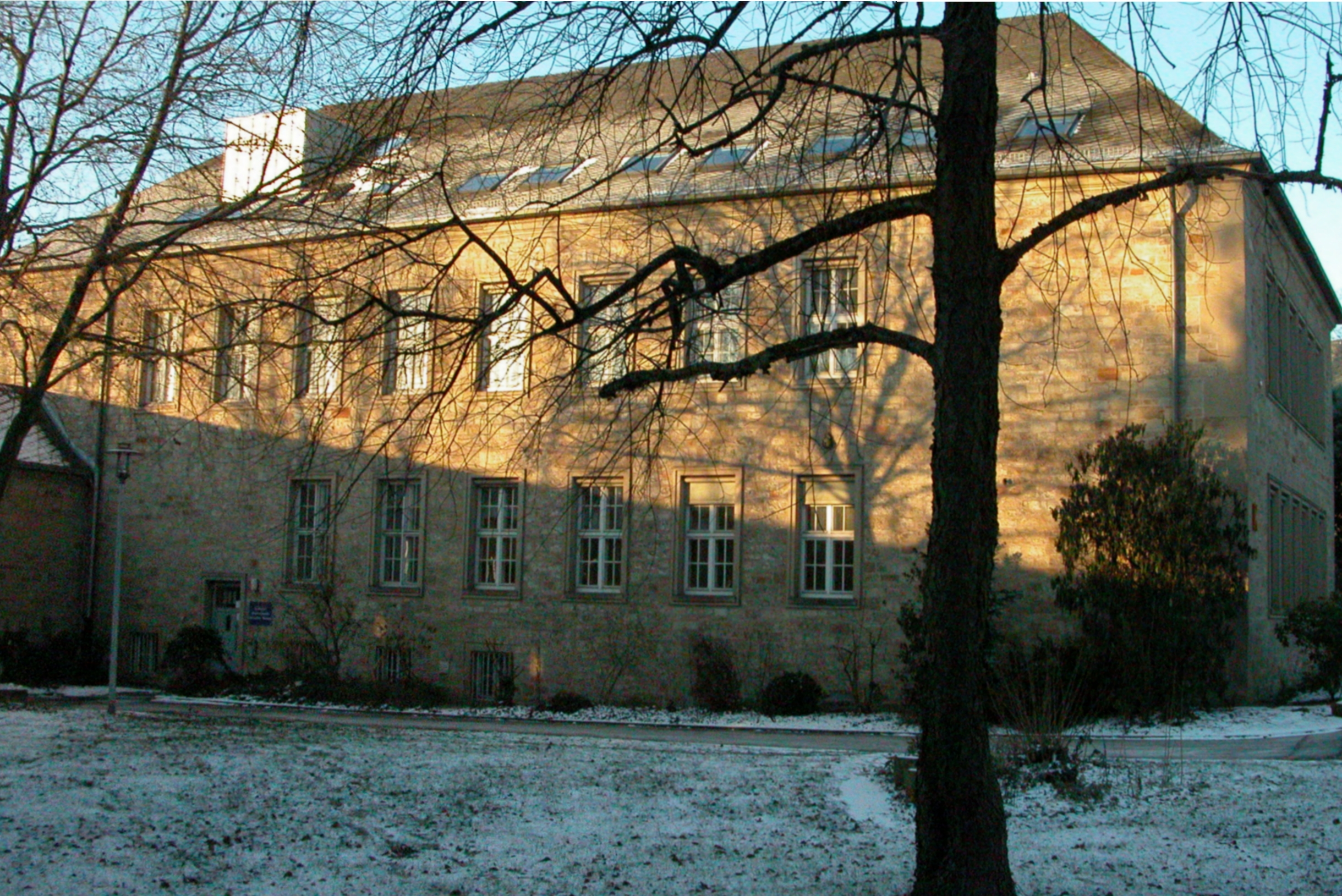
Edificio K - Departamento de Empresa

El Departamento de Empresa está compuesto por las asignaturas de Administración de Empresas, Negocios Internacionales, Sistemas de Información Empresarial y Psicología Empresarial.
Programas de licenciatura
- Administración de Empresas (B.A.)
- Administración de Empresas dual (B.A.)
- Negocios Internacionales (B.A.)
- Sistemas de Información Empresarial (B.Sc.)
- Sistemas de Información Empresarial dual (B.Sc.)
- Ingeniería Industrial y Eléctrica (B.Sc.) en cooperación con el Departamento de Ingeniería
- Ingeniería Industrial y Eléctrica dual (B.Sc.)
- Psicología Empresarial (B.Sc.)

Programas de máster
- Contabilidad y Auditoría (M.A.)
- Iniciativa empresarial (M.A.)
- Finanzas (M.A.)
- Dirección General (M.A.)
- Sistemas de Información Empresarial (M.A.) en cooperación con el Departamento de Informática

### Departamentos de la sede de Birkenfeld
ver Estudio en el Campus Medioambiental de Birkenfeld

## Organización y estructura de la Universidad de Ciencias Aplicadas de Tréveris

### Presidentes de la Universidad
- 1996-1998: Klaus Zehner
- 1998-2004: Adelheid Ehmke
- 2004-2007: Bert Hofmann
- 2007-2013: Jörg Wallmeier
- 2013-2019: Norbert Kuhn
- desde 2019: Dorit Schumann

### Puntos de contacto
Para los estudiantes, el Servicio de Estudios es el primer punto de contacto. Para los empleados, el primer punto de contacto es la Presidenta de la Universidad de Ciencias Aplicadas de Tréveris, mientras que los profesores deben dirigir sus preocupaciones a sus decanos o la Presidenta de la Universidad.

## Historia
La Universidad de Ciencias Aplicadas de Tréveris se creó a partir de la Staatliche Ingenieurschule für das Bau- und Maschinenwesen Trier y la Werkkunstschule Trier. En 1971 pasó a formar parte de la Fachhochschule Rheinland-Pfalz, y se independizó en 1996.